# Outik
L'Outik, Utik, Utik’ (en arménien Ուտիք) ou Uti, est une région historique du Caucase correspondant à la rive droite de la Koura, en Azerbaïdjan, et à une petite partie du marz arménien de Tavush. Le géographe Anania de Shirak le mentionne comme étant la douzième province du royaume d'Arménie.

## Histoire
En 387, Perses et Romains se divisent l'Arménie d'Arsace III ; si ce dernier se maintient sur le trône pour la partie romaine, Shapur III confie la partie perse à Khosrov IV, amputée de l'Outik qui passe sous contrôle de l'Albanie du Caucase.
Lors des invasions arabes du Caucase du VIIe siècle, l'Outik ainsi que l'ensemble de l'Albanie du Caucase se fondent avec l'Arménie en une province unique.
À partir du XIIIe siècle, une partie de l'Outik se retrouve désignée avec l'Artsakh sous la dénomination « Karabagh ».

## Districts

Les quinze provinces de l'Arménie historique, avec l'Outik au nord-est.

La province se compose de huit districts ou cantons (gavar, գավառ) :
- Aṙan-ṙot (Առան-ռոտ) ;
- Tṙi (Տռի) ;
- Ṙot-Parsean (Ռոտ-Պացեան) ;
- Ałuē (Աղուէ) ;
- Tus-K’ustak (Տուչկատակ) ;
- Gardman (Գարդման) ;
- Šakašēn (Շակաշեն) ;
- Uti Aṙanjnak (Ուտի Առանձնակ).